# Portada/efemèride abril 25
La Infanta Carlota
« 24 d'abril · 25 d'abril · 26 d'abril »